# Coelioxys palmaris
Coelioxys palmaris là một loài Hymenoptera trong họ Megachilidae. Loài này được Fritz & Toro mô tả khoa học năm 1990.